# 赵秉德
赵秉德（1925年7月—1996年），男，汉族，直隶（今河北）唐县人，中国金融家，曾任中国银行代理行长、副董事长、中国国际金融学会副会长。